# 6 (число)
Вижте пояснителната страница за други значения на 6.
Шест е естествено число, предхождано от пет и следвано от седем. С арабски цифри се изписва 6, с римски – VI, а по гръцката бройна система – ΣΤʹ.
В глаголицата буквата  и в кирилицата  (зело) имат числена стойност 6.

## Математика
- 6 е третото четно число (след 2 и 4).
- 6 е второто съставно число (след 4).
- 6 е най-малкото число с 4 делителя.
- Делители на 6 (без 6) са 1, 2 и 3, а сборът им също е 6. Това прави 6 най-малкото съвършено число.
- 6 е третото триъгълно число (T3 = 1+2+3 = 6).
- 6 = 3! (3! = 1×2×3 = 6).
- 6 е петото безквадратно число.
- 6 е сбор от първите две четни числа (2+4 = 6).
- 6 = 2¹+2²
- 6 е произведение от първите две прости числа (2×3 = 6).
- Многоъгълник с 6 страни (и ъгли) се нарича шестоъгълник или хексагон. Правилният шестоъгълник има вътрешен ъгъл от 120°.
- Многостен с 6 стени се нарича шестостен или хексаедър. Правилният шестостен се нарича куб.
- 6 е броят на ръбовете на тетраедъра (правилна триъгълна пирамида).
- Хексаграмът е шестолъчна звезда, образувана от два равностранни триъгълника. Известен хексаграм е символът на юдаизма, наречен Давидова звезда.
- Има 6 тригонометрични функции: синус, косинус, тангенс, котангенс, секанс и косеканс.
- 6 е половин дузина.

## Химия
- Химичният елемент с атомен номер 6 е въглерод.

## Религия
- В християнството и други монотеистични религии, Бог сътворява света за 6 дни, като на шестия ден създава човека (виж Шестоднев).
- Три шестици (666) е число на звяра.

## Други
- Шестият ден от седмицата според ISO 8601 е събота.
- Шестият месец в годината е юни.
- На Земята има 6 обитаеми континента.
- Шестата планета в Слънчевата система е Сатурн.
- Ла е шестата нота от гамата до мажор.
- В българските учебни заведения, се използва шестобалната система за оценяване с най-висока оценка 6.
- Секстет е музикална група от 6 души и произведение за 6 инструмента.
- Китарата обикновено има 6 струни.
- Билярдната маса има 6 джоба.
- Клетките на пчелната пита са с по 6 стени.
- Гигантският облак на Сатурн и контурът на континентална Франция са с форма на шестоъгълник.
- По 6 са играчите от един отбор при волейболен мач, които са в игра, както и които са резерва. 6 са и зоните, в които се играе, и разрешените смени в един гейм.
- Хенри VIII е имал 6 съпруги.
- Под „шесто чувство“ се разбира интуицията или свръхестествените способности. „Шесто чувство“ е и американски филм от 1999 г.
- „Шестото клеймо“ е книга от американския писател Дан Браун.
- Шестокраки, наричани също Хексаподи, е най-голямата група Членестоноги; към тях принадлежат и насекомите.
- Шестте мислещи шапки е психологически подход, създаден от Едуард де Боно, който се използва за разрешаване на различни проблеми чрез дискутиране.